# جسيم محايد
الجسيمات المحايدة هي جسيم بلا شحنة كهربائية (فيزيائياً) حيث لا يجب الخلط بين هذا وبين جسيم محايد فعلياً وهو جسيم محايد مماثل أيضاً للجسيم المضاد الخاص به.

## جسيمات محايدة مستقرة أو طويلة العمر
تقدم الجسيمات المحايدة طويلة العمر تحديا في بناء أجهزة الكشف عن الجسيمات لأنها لا تتفاعل بالكهرومغناطيسية باستثناء ربما من خلال لحظاتها المغناطيسية. هذا يعني أنها لا تترك آثار الجسيمات المتأينة أو منحنى في المجالات المغناطيسية وتشمل أمثلة هذه الجسيمات الفوتونات والنيوترونات.